# 岡崎憲
岡崎 憲（おかざき けん、1880年〈明治13年〉11月30日 - 1942年〈昭和17年〉7月15日）は、日本の政治家。衆議院議員（2期）。

## 経歴
宮城県仙台市生まれ。1907年（明治40年）東京高等商船学校（現東京海洋大学）卒。東洋汽船に入り、外国航路の船長になる。同時に海軍予備員となり、少佐となる。1920年（大正9年）にイタリアのジェノバで開かれた第2回ILO総会に出席。帰国後は海員組合の創立委員となり、顧問に就任。その後社会民衆党の結成に参加し、中央委員となる。1936年（昭和11年）の第19回衆議院議員総選挙で当時の神奈川1区から社会大衆党公認で立候補して当選した。翌年の総選挙でも再選。いずれもトップで当選した。1940年（昭和15年）に起きた反軍演説の対応を巡って、斎藤隆夫の衆議院における除名に片山哲らとともに反対を主張し、採決を棄権した。しかし、最終的には党から、離党勧告を経て、除名された。除名後は勤労国民党に参加したが、党は解散させられた。その後は、片山らとともに鳩山一郎率いる同交会に加入した。1942年（昭和17年）の翼賛選挙には不出馬。同年7月15日死去。